# Friedrich Wagner (Archäologe)
Friedrich Wagner (* 14. September 1887 in Neuburg an der Donau; † 11. Juni 1963) war ein deutscher Prähistoriker. Er leitete von 1935 bis 1953 die Prähistorische Staatssammlung in München.
Nach einem Studium der Klassischen Philologie, Geschichte und Klassischen Archäologie in München und Berlin wurde er 1915 bei Paul Wolters mit der Arbeit „Die Aigis der Athena in der griechischen Kunst“ promoviert. Nachdem er sich seit 1911 zunehmend Themen der Vor- und Frühgeschichte gewidmet hatte, wurde er 1912 Praktikant an der Prähistorischen Staatssammlung und von 1917 bis 1918 Assistent bei der Römisch-Germanischen Kommission. Von 1918 bis 1923 war er Assistent bei Paul Wolters am Museum für Abgüsse Klassischer Bildwerke in München. In der Folge arbeitete er bei der Prähistorischen Staatssammlung, deren Direktor er 1935 wurde. Von 1945 bis 1948 war Friedrich Wagner dienstenthoben und arbeitete beim bayerischen Bayerischen Landesamt für Denkmalpflege; danach kehrte er schließlich wieder in seine alte Position zurück, 1953 wurde er pensioniert. An der Universität München wurde er 1927 Titular- und 1935 Honorarprofessor für vorgeschichtliche Archäologie. 1944/45 vertrat er den Lehrstuhlinhaber Hans Zeiss. 
1959 erhielt er den Bayerischen Verdienstorden.